# Maynardville Open-Air Theatre
Il Maynardville Open-Air Theatre è un teatro all'aperto in Maynardville Park, Wynberg, Città del Capo, Sudafrica. Può ospitare fino a 720 persone ed è noto per le sue commedie annuali Shakespeare nel Parco.

## Storia

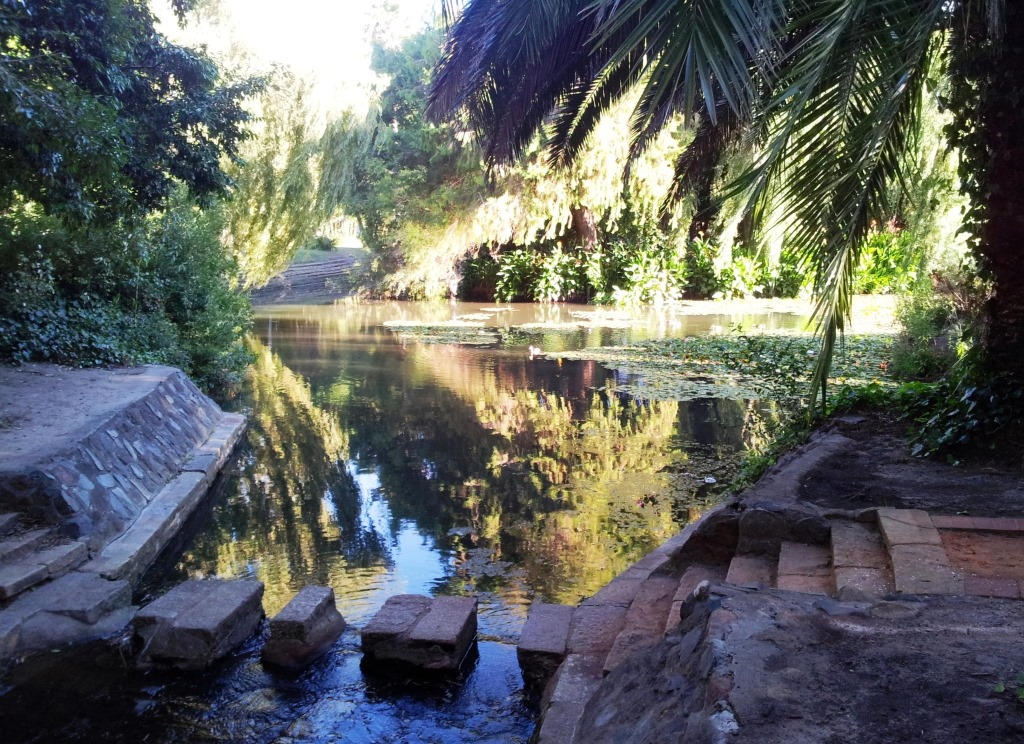
Park grounds of Maynardville with a section of the lake

### I terreni del parco
Prima che si chiamasse Maynardville, il terreno dove si trova ora il parco era terra del Governo, in un primo tempo amministrato dalla Dutch East India Company e, dopo il 1795, da altre autorità britanniche. Nel luglio 1807 due giovani ufficiali del reggimento del Capo, il tenente Louis Ellert e il tenente Ernst Egger, sposarono due sorelle di nome Gertruida e Catherina Baartman. Poco prima del suo matrimonio, ad Ellert fu concesso un appezzamento di terreno adiacente all'accampamento, dove costruì una casetta di nome Rosendal. Il terreno irregolare fu livellato e coltivato da schiavi su entrambi i lati di un corso d'acqua noto come Krakeelwater, che scorreva attraverso la piccola proprietà. Per diversi anni Ellert e la moglie condivisero la casa con la sorella ed il marito, fino a quando, nel 1810, Egger decise di acquistare un pezzo di terra adiacente alla Rosendal per uso proprio. Ellert fu poi ucciso in guerra sulla frontiera orientale della Colonia del Capo, ma poiché aveva trasferito la proprietà alla moglie, la vedova Ellert continuò a gestire la sua piccola fattoria dopo la morte del marito.
Il fratellastro non era stato così efficiente nelle sue attività agricole e questo, unito al suo stile di vita stravagante, lo costrinse a dichiarare fallimento. La sua terra non fu persa dalla sua famiglia, però, perché la sorellastra acquistò la sua proprietà. Per fare questo e per mantenere la sua grande famiglia, la vedova Ellert mise un vincolo sulla proprietà a favore di un uomo d'affari di Città del Capo a nome James Mortimer Maynard.
Nel 1836 Maynard rilevò Rosendal dalla vedova Ellert, che era diventata insolvente. In seguito acquistò da lei un'altra proprietà per sistemare il sito per la sua casa, la Villa Maynard. Maynard morì il 9 settembre 1874. Poiché non aveva lasciato un erede, il suo patrimonio andò a suo nipote, William Mortimer Maynard Farmer, che era già un solido uomo d'affari.
Farmer sposò la figlia del maggiore Richard Wolfe, poi magistrato residente e commissario civile di Wynberg. La loro figlia Enid sposò John Bernard, una personalità nei Royal Marines; ebbero due figli, Gerald e Brian. Enid Bernard morì nel 1949 e Maynardville fu subito venduto al Comune di Città del Capo, da conservare come un parco pubblico. La storica, ma fatiscente fattoria, fu demolita dalle autorità municipali nel 1954.

### Il Teatro
Il teatro ha le sue origini verso la fine del 1949, quando una filantropa locale, Margaret Molteno, presentò una richiesta di autorizzazione comunale per convertire il poco utilizzato parco in un teatro all'aperto per spettacoli di balletto. Lei era stata ispirata da una recente visita al Teatro all'Aperto di Regent's Park a Londra ed intendeva utilizzare il progetto come mezzo di finanziamento delle scuole e dei colleges per la formazione di insegnanti per i bambini svantaggiati di Cape Flats.
Da un approccio di successo all'allora sindaco di Città del Capo, il signor Abe Bloomberg, derivò il permesso di utilizzare i locali. La signora Molteno ebbe i terreni revisionati e facilitò i servizi pro bono dell'Orchestra Municipale, il direttore principale della Ballet School UCT, Dulcie Howe e il preside del College of Music Erik Chisholm, come direttore. L'operatività del teatro iniziò ufficialmente il 1º dicembre 1950, con gli spettacoli di successo di Les Sylphides, La Notte di San Valentino e Les Diversions. Il denaro raccolto da questo e da successivi spettacoli andò a finanziare una scuola pre-primaria in Athlone ed anche alla fondazione del Athlone Teachers’ Training College, il primo college del paese per insegnanti di colore, per bambini in età prescolare. Insolitamente per il Sud Africa, al momento, Maynardville era anche stato mantenuto con successo "aperto a tutti" e privo di segregazione, un possibile motivo per cui i fondatori fortemente anti-apartheid del teatro lo avevano scelto in primo luogo.
Nel 1955, dopo cinque anni di spettacoli di balletto per raccolta fondi, coronati da successo, la signora Molteno avvicinò le ben note attrici sudafricane Cecilia Sonnenberg e Rene Ahrenson e le invitò a fondare le stagioni shakespeariane. Dopo un diniego iniziale, le attrici alla fine decisero di accettare il progetto, vista la sua insistenza. Rene e Cecilia si procurarono l'aiuto del consigliere A.Z. Berman per le infrastrutture necessarie. Con un palcoscenico nuovo e ristrutturato e un auditorium in pendenza, Rene e Cecilia contattatarono Leslie French, attore teatrale e cinematografico inglese, che avevano invitato in Sud Africa solo pochi mesi prima, perché venisse a Città del Capo a dirigere ed a recitare nella prima commedia del teatro. La commedia scelta era La bisbetica domata, che fu data un paio di mesi dopo, il 29 gennaio 1956.
Negli anni successivi, le stagioni shakespeariane crebbero nella tradizione annuale immensamente popolare di "Shakespeare-nel-Parco", che ha reso famosa Maynardville. Dopo aver prestato servizio per decenni come il volto pubblico del teatro, Cecilia e Rene si ritirarono a metà degli anni 1990 e la maggior parte del dipartimento di dramma del teatro chiuse quando loro lasciarono. Tuttavia, il parco conserva ancora i suoi balletti e le serie di Shakespeare attraverso il Maynardville Theatre Trust, che fu creato dopo il pensionamento di Cecilia.

## Cronologia degli spettacoli dal 1950
Gli spettacoli sono controllati dal Maynardville Theatre Trust, insieme all'Artscape Theatre Centre, mentre i balletti sono diretti e gestiti dalla Capab Ballet Company dal 1963 e dal Cape Town City Ballet dal 2002
- 2015 Otello (commedia)
- 2015 La Sylphide (balletto)
- 2014 Riccardo III (commedia)
- 2014 L'uccello di fuoco (balletto)
- 2013 Giselle (balletto)
- 2013 Sogno di una notte di mezza estate (commedia)
- 2012 La commedia degli errori (commedia)
- 2012 Solitaire, Graduation Ball (balletto)
- 2011 La bisbetica domata (commedia)
- 2011 Night and Day (balletto)
- 2010 Les Sylphides, L'uccello di fuoco (balletto)
- 2010 Antonio e Cleopatra (commedia)
- 2009 La Sylphide (balletto)
- 2009 Come vi piace (commedia)
- 2008 Il mercante di Venezia (commedia)
- 2008 Giselle (balletto)
- 2007 Romeo e Giulietta (commedia)
- 2007 Ballets al Fresco (balletto)
- 2006 La dodicesima notte (commedia)
- 2006 Carmen Suite (balletto)
- 2005 Il lago dei cigni (Atto 2) (balletto)
- 2005 Molto rumore per nulla (commedia)
- 2004 Le Tricorne, The Lady and the Fool (balletto)
- 2004 Macbeth (commedia)
- 2003 I due gentiluomini di Verona (commedia)
- 2003 La Sylphide (balletto)
- 2002 Giselle (balletto)
- 2002 Sogno di una notte di mezza estate (commedia)
- 2001 Otello (commedia)
- 2000 Romeo e Giulietta (commedia)
- 1999 Come vi piace (commedia)
- 1998 La dodicesima notte (commedia)
- 1997 Il racconto d'inverno (commedia)
- 1996 La bisbetica domata (commedia)
- 1995 Sogno di una notte di mezza estate (commedia)
- 1994 La tempesta (commedia)
- 1993 I due gentiluomini di Verona (commedia)
- 1992 Il mercante di Venezia (commedia)
- 1991 Pene d'amor perdute (commedia)
- 1990 Molto rumore per nulla (commedia)
- 1989 La dodicesima notte (commedia)
- 1988 Romeo e Giulietta (commedia)
- 1987 Misura per misura (commedia)
- 1987 La commedia degli errori (commedia)
- 1985 Come vi piace (commedia)
- 1984 La bisbetica domata (commedia)
- 1983 La tempesta (commedia)
- 1982 Otello (commedia)
- 1981 Sogno di una notte di mezza estate (commedia)
- 1980 Romeo e Giulietta (commedia)
- 1979 Il mercante di Venezia (commedia)
- 1978 La dodicesima notte (commedia)
- 1977 Molto rumore per nulla (commedia)
- 1976 Giulio Cesare (commedia)
- 1975 Amleto (commedia)
- 1974 Umabatha (commedia)
- 1974 Flower Festival in Genzano, L'uccello di fuoco (balletto)
- 1973 La tempesta (commedia)
- 1973 Giselle (balletto)
- 1972 Sylvia (Atto 3), Verklärte Nacht, Pierino e il lupo (balletto)
- 1972 Antonio e Cleopatra (commedia)
- 1971 Il racconto d'inverno (commedia)
- 1971 Coppélia Suite, Sogno di una notte di mezza estate (balletto)
- 1970 Otello (commedia)
- 1969 Le allegre comari di Windsor (commedia)
- 1969 Les Deux Pigeons (balletto)
- 1968 Il lago dei cigni (balletto)
- 1968 Riccardo II (commedia)
- 1967 Le Tricorne, The Lady and the Fool (balletto)
- 1967 Macbeth (commedia)
- 1966 Re Lear (commedia)
- 1965 La bisbetica domata (commedia)
- 1965 Giselle (balletto)
- 1964 Amleto (commedia)
- 1964 Sogno di una notte di mezza estate (commedia)
- 1963 Il mercante di Venezia (commedia)
- 1963 Petruška (balletto)
- 1962 La bella addormentata (balletto)
- 1962 Molto rumore per nulla (commedia)
- 1961 La dodicesima notte (commedia)
- 1961 Lo schiaccianoci, Blood Wedding (balletto)
- 1960 La tempesta (commedia)
- 1959 Il racconto d'inverno (commedia)
- 1958 L'uccello di fuoco, Les Patineurs, Beauty and the Beast (balletto)
- 1958 Come vi piace (commedia)
- 1957 Sogno di una notte di mezza estate (commedia)
- 1956 La bisbetica domata (commedia)
- 1954 Don Quixote (pas de deux), Carnaval (balletto)
- 1952 Il lago dei cigni (Atto 2), Giselle (balletto)
- 1951 Les Sylphides, St Valentine's Night, Amor Eterno (balletto)
- 1950 Les Sylphides, St Valentine's Night, Les Diversions (balletto)

## Il parco oggi

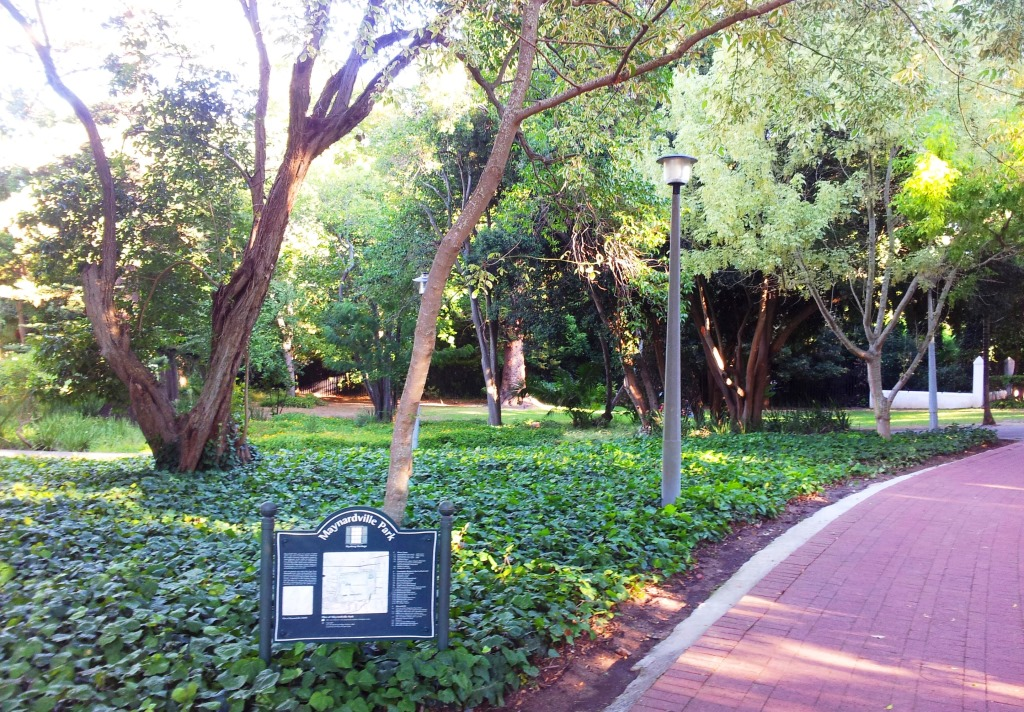
Il Parco e il Teatro di Maynardville, Wynberg - Città del Capo

Maynardville è stato designato come un "parco con priorità" dal Comune di Città del Capo, il che significa che è una struttura in evoluzione, guidata dal Comitato di Maynardville per i Lavori del Parco. Questo comprende le riparazioni delle strutture, che incorporano la biblioteca Wynberg, la creazione di una nuova porta d'ingresso, l'aggiornamento del Cottage Rosendal, lo sviluppo storico del viale intorno a Wolfe Street e la costruzione di un nuovo padiglione.

### Le recensioni delle produzioni precedenti
- http://www.capetowntoday.co.za/Theatre/Maynardville/Twelfth_Night.htm
- https://web.archive.org/web/20120217011428/http://www.fodors.com/world/africa-and-middle-east/south-africa/cape-town/review-108050.html
- http://www.alltheshows.co.za/events/index.php?com=detail&eID=5794&year=2008&month=1[collegamento interrotto]
- http://entertainment.bizcommunity.com/?p=84
- https://jillinthecape.blogspot.com/2008/02/merchant-of-venice-maynardville-in-dark.html